# 庙前镇 (青阳县)
庙前镇，是中华人民共和国安徽省池州市青阳县下辖的一个乡镇级行政单位。

## 行政区划
庙前镇下辖以下地区：
庙前社区、庙前村、星星村、双石村、玉屏村、三义村、双桥村、十字村、华阳村和高源村。